# Bufo tuberculatus
Bufo tuberculatus es una especie de anfibio anuro de la familia Bufonidae.

## Distribución geográfica
Esta especie es endémica de China. Habita entre los 2600 y 2700 m sobre el nivel del mar:
- en Sichuan en los condados de Batang y Xiangcheng;
- en Yunnan en el condado de Dêqên;
- en Qinghai en el lago Qinghai;
- en el este del Tíbet.[4]

## Publicación original
- Zarevskij, 1926 "1925" : Notes on some Batracians from the Palaearctic region. Annuaire du Musée Zoologique de l'Académie des Sciences de Leningrad, vol. 26, p. 74-78[5]